# Dysaphis cousiniae
Dysaphis cousiniae är en insektsart. Dysaphis cousiniae ingår i släktet Dysaphis och familjen långrörsbladlöss.

## Underarter
Arten delas in i följande underarter:
- D. c. cousiniae
- D. c. minor